# Kjersti Buaas
Kjersti Østgård Buaas (Trondheim, 5 de enero de 1982) es una deportista noruega que compitió en snowboard, especialista en la prueba de halfpipe.
Participó en cuatro Juegos Olímpicos de Invierno, entre los años 2002 y 2014, obteniendo una medalla de bronce en Turín 2006, en la prueba de halfpipe, y el cuarto lugar en Salt Lake City 2002, en la misma prueba.
Adicionalmente, consiguió tres medallas de bronce en los X Games de Invierno.

## Medallero internacional
| Juegos Olímpicos | Juegos Olímpicos | Juegos Olímpicos  | Juegos Olímpicos |
| Año              | Lugar            | Medalla           | Prueba           |
| ---------------- | ---------------- | ----------------- | ---------------- |
| 2006             | Turín (Italia)   | Medalla de bronce | Halfpipe         |

| X Games de Invierno | X Games de Invierno    | X Games de Invierno | X Games de Invierno |
| Año                 | Lugar                  | Medalla             | Prueba              |
| ------------------- | ---------------------- | ------------------- | ------------------- |
| 2012                | Aspen (Estados Unidos) | Medalla de bronce   | Slopestyle          |
| 2013                | Tignes (Francia)       | Medalla de bronce   | Slopestyle          |
| 2016                | Oslo (Noruega)         | Medalla de bronce   | Big air             |